# Saša Obradović
Saša Obradović (cyr. Саша Обрадовић; ur. 29 stycznia 1969 w Belgradzie) – serbski koszykarz występujący na pozycjach rozgrywającego lub rzucającego obrońcy, mistrz świata z 1998, trzykrotny mistrz Europy (1995, 1997, 2001), wicemistrz olimpijski z Atlanty, po zakończeniu kariery zawodniczej trener koszykarski, obecnie trener AS Monaco.
W latach 1988–1994 grał w KK Crvena zvezda. Następnie był koszykarzem ALBY Berlin, Virtusu Rzym, ponownie Crvenej zvezdy i Budućnostu Podgorica (2000–2001). Karierę kończył w RheinEnergie Köln (2001–2005). W swojej karierze zdobywał tytuły mistrza Jugosławii (1993, 1994, 2001) i Niemiec (1996). Z Albą w 1995 wywalczył Puchar Koracza.
W latach 90. miał pewne miejsce w kadrze Jugosławii. Oprócz olimpijskiego srebra zdobył złoto mistrzostw świata (1998) oraz trzykrotnie triumfował w mistrzostwach Europy (1995, 1997, 2001). Brał także udział w IO 2000.
Trenerską karierę zaczynał w RheinEnergie. Wśród jego podopiecznych znajdował się m.in. Marcin Gortat (mistrzostwo Niemiec 2006). Pracował także na Ukrainie. 24 lipca 2009 podpisał jednoroczny kontrakt z Turowem Zgorzelec. Po serii porażek został zwolniony z funkcji trenera Turowa.
13 grudnia 2021 objął po raz kolejny w karierze stanowisko trenera w AS Monako.

## Osiągnięcia
Na podstawie, o ile nie zaznaczono inaczej.

### Zawodnicze
Drużynowe
- Mistrz:
  - Jugosławii (1993, 1994, 2001)
  - Niemiec (1997)
- Wicemistrz Niemiec (1995, 1996)
- Zdobywca pucharu:
  - Koracia (1995)
  - Jugosławii (2001)
  - Niemiec (1997, 2004, 2005)
- Finalista pucharu Niemiec (2003)

Indywidualne
- Uczestnik meczu gwiazd:
  - FIBA All-Star Game (1995)
  - FIBA EuroStars (1996)
- Wybrany do składu Basketball Stars of Red Star

Reprezentacja
- Mistrz:
  - świata (1998)
  - Europy (1995, 1997, 2001)
- Wicemistrz:
  - olimpijski (1996)
  - turnieju FIBA Diamond Ball (2000)
- Brązowy medalista mistrzostw Europy (1999)
- Uczestnik:
  - igrzysk olimpijskich (1996, 2000 – 6. miejsce)
  - kwalifikacji do mistrzostw Europy (1995)

### Trenerskie
Drużynowe
- Mistrzostwo:
  - Niemiec (2006)
  - Ukrainy (2012)
- Wicemistrzostwo:
  - Eurocup (2018)
  - Niemiec (2014)
  - Ukrainy (2011)
- Brąz mistrzostw Niemiec (2015)
- Zdobywca pucharu:
  - Niemiec (2007, 2013, 2014, 2016)
  - Rosji (2018)
  - BBL (2006)
- Finalista Pucharu BBL (2007)
- 4. miejsce w VTB (2017)

Indywidualne
- Trener roku:
  - Eurocup (2018)[8]
  - niemieckiej ligi BBL (2015)
- Uczestnik Eurochallenge All-Star Game jako trener (2006)